# أتلانتا (تكساس)
أتلانتا (بالإنجليزية: Atlanta)‏ هي مدينة أمريكية تقع في ولاية تكساس. تبلغ مساحة هذه المدينة حوالي 28.7 (كم²)، ويبلغ عدد سكانها حوالي 5745 نسمة حسب إحصاء سنة 2010 م. تشير إحصاءات سنة 2000م بأن الكثافة السكانية في هذه المدينة تقدر بـ(202.9) نسمة/كم2.

## التركيبة السكانية
بلغ عدد سكان أتلانتا 5,745 نسمة بحسب تعداد عام 2000، وبلغ عدد الأسر 2,254 أسرة وعدد العائلات 1,571 عائلة مقيمة في المدينة. في حين سجلت الكثافة السكانية 525.4 نسمة لكل ميل مربع (202.9/كم2). وبلغ عدد الوحدات السكنية 2,556 وحدة بمتوسط كثافة قدره 233.8 نسمة لكل ميل مربع (90.3/كم2).
وتوزع التركيب العرقي للمدينة بنسبة 68.13% من البيض و0.52% من الأمريكيين الأصليين و0.37% من الأمريكيين ذوي الأصول الآسيوية و0.02% من سكان جزر المحيط الهادئ و29.23% من الأمريكيين الأفارقة و1.25% من عرقين مختلطين أو أكثر. وبلغت نسبة الأزواج القاطنين مع بعضهم 47.0% من أصل المجموع الكلي للأسر، ونسبة 18.6% من الأسر كان لديها معيلات من الإناث دون وجود شريك، وكانت نسبة 30.3% من غير العائلات. تألفت نسبة 27.7% من أصل جميع الأسر من أفراد ونسبة 14.5% كانوا يعيش معهم شخص وحيد يبلغ من العمر 65 عاماً فما فوق. وبلغ متوسط حجم الأسرة المعيشية 2.98، أما متوسط حجم العائلات فبلغ 2.46.
بلغ العمر الوسطي للسكان 37 عاماً. وكانت نسبة 27.0% من القاطنين تحت سن الثامنة عشر، وكانت نسبة 8.7% بين ثمانية عشر وأربعة وعشرين عاماً، ونسبة 24.0% كانت واقعةً في الفئة العمرية ما بين الخامسة والعشرين والأربعة وأربعين عاماً، ونسبة 21.4% كانت ما بين الخامسة والأربعين حتى الرابعة والستين، ونسبة 19.0% كانت ضمن فئة خمس وستين عاماً فما فوق. يوجد لكل 100 أنثى 83.7 ذكر، ويوجد لكل 100 أنثى في الثامنة عشر من عمرها فما فوق 74.5 ذكر.

## الناتج القومي
بلغ متوسط دخل الأسرة في المدينة 27,188 دولار، أما متوسط دخل العائلة فبلغ 32,679 دولار. وكان متوسط دخل الذكور 29,286 دولار مقابل 19,715 دولار للإناث. وسجل دخل الفرد الخاص بالمدينة 14,013 دولار. وكانت نسبة 19.0% من العائلات ونسبة 23.5% من السكان تحت خط الفقر، وكان من هؤلاء نسبة 33.4% تحت سن الثامنة عشر ونسبة 19.4% في الخامسة والستين من العمر وما فوق.

## أعلام
- تريسي لورانس
- جون باربر
- جيم لي هنت
- بيسي كوليمان
- تيد تومسون